# Шубников, Николай Михайлович
Никола́й Миха́йлович Шу́бников (28 февраля 1924 — 8 октября 2004) — советский дипломат. Чрезвычайный и полномочный посол.

## Биография
Член ВКП(б) с 1946. Окончил Военный институт иностранных языков (1950). На дипломатической работе с 1960 года.
- В 1941—1942 годах — контролёр ОТК на заводе в Медногорске (Оренбургская область).
- В 1942—1945 годах — служба в Красной армии. Участвовал в Великой Отечественной войне.
- В 1950—1960 годах — сотрудник аппарата ЦК ВКП(б)/КПСС.
- В 1960—1963 годах — сотрудник посольства СССР в КНДР.
- В 1963—1969 годах — на ответственной работе в аппарате ЦК КПСС.
- В 1969—1974 годах — советник-посланник посольства СССР в КНДР.
- В 1974—1982 годах — на ответственной работе в аппарате ЦК КПСС.
- С 24 декабря 1982 по 13 октября 1987 года — чрезвычайный и полномочный посол СССР в Корейской Народно-Демократической Республике[1].
- В 1986—1989 годах — кандидат в члены ЦК КПСС.

Умер 8 октября 2004 года. Похоронен в Москве.